# Buldang-dong
Buldang-dong (koreanska: 불당동) är en stadsdel i staden Cheonan i provinsen Södra Chungcheong, i den centrala delen av landet, 85 km söder om huvudstaden Seoul. Den ligger i stadsdistriktet Seobuk-gu.